# Heinrich Rohn
Heinrich Rohn (* 23. Oktober 1815 in Triebes; † 29. September 1896 ebenda) war ein deutscher Gutsbesitzer und Politiker.

## Leben
Rohn war der Sohn von Georg Heinrich Rohn und dessen Ehefrau Hanna Sophie geborene Schwartz. Er war evangelisch-lutherischer Konfession und heiratete am 4. Mai 1852 in Triebes Christiane Ernestine Hupfer (* 22. Oktober 1835 in Triebes; † 21. Juli 1899 ebenda), die Tochter des Wilhelm Friedrich Hupfer in Triebes.
Rohn lebte als Gutsbesitzer in Triebes. Er war dort auch Bürgermeister, Steuerschulze und Kirchenvorsteher.
Vom 24. April bis zum 20. Juni 1856 als Stellvertreter von Feodor Hösler und vom 10. November 1851 bis zum 17. Juni 1854 und vom 1. Oktober 1857 bis 1868, vom 31. Oktober 1871 bis zum 28. August 1874, vom 26. August 1879 bis zum 1. Oktober 1880 und erneut vom 17. November 1881 bis zum 22. September 1883 war er Mitglied im Landtag Reuß jüngerer Linie.